# Olympische Jugend-Sommerspiele 2018/Teilnehmer (Swasiland)
| Gelbes Symbol für Goldmedaillen mit stilisierten Olympischen Ringen | Graues Symbol für Silbermedaillen mit stilisierten Olympischen Ringen | Braundes Symbol für Bronzemedaillen mit stilisierten Olympischen Ringen |
| ------------------------------------------------------------------- | --------------------------------------------------------------------- | ----------------------------------------------------------------------- |
| —                                                                   | —                                                                     | —                                                                       |

Die Jugend-Olympiamannschaft aus Swasiland (Eswatini) für die III. Olympischen Jugend-Sommerspiele vom 6. bis 18. Oktober 2018 in Buenos Aires (Argentinien) bestand aus drei Athleten.

## Athleten nach Sportarten

### Leichtathletik
| Mädchen - Khanyisile Hlatshwako 1500 m: 16. Platz | Jungen - Bongumenzi Mbingo 100 m: 27. Platz |

### Schwimmen
Mädchen
- Robyn Young
100 m Freistil: 45. Platz
50 m Rücken: 34. Platz
100 m Rücken: DNS